# Alba Volán SC
Alba Volán Székesfehérvár este un club de hochei pe gheață din Székesfehérvár, Ungaria care evolueaza in OB I bajnokság și Erste Bank Eishockey Liga.

## Palmares
- OB I bajnokság:
  - (10) : 1981, 1999, 2001, 2003, 2004, 2005, 2006, 2007, 2008, 2009

## Jucători celebri
- Árpád Mihály (n. 1980)
- István Sofron (n. 1988)

## Antrenori
- József Kertész  1977/78-1978/79
- Ambrus Kósa  1979/80-1980/81
- János Balogh  1981/82-1982/83
- Antal Palla 1983/84-1984/85
- Gábor Ocskay senior  1985/86-1987/88
- Ferenc Lőrincz 1988/89
- Elek Tamás 1989/90-1990/91
- Borisz Puskarjov 1996/97
- Tibor Kiss 1999/00
- Jan Jasko 2000/01-2002/03
- Branislav Sajban 2003/04
- Pat Cortina 2003/04-2005/06
- Karol Dvorak 2006/07
- Jan Jasko 2006/07-2007/08
- Lajos Énekes 2007/08
- Ted Sator 2007/08-2008/09
- Lajos Énekes 2008/09
- Jarmo Tolvanen 2009/10